# Beilschmiedia kweichowensis
Beilschmiedia kweichowensis là loài thực vật có hoa trong họ Nguyệt quế. Loài này được C.Y.Cheng miêu tả khoa học đầu tiên năm 1947.